# پرودوآ کلیسا
پرودوا کلیسا (Perodua Kelisa) خودرویی است که در سال‌های ۲۰۰۱ تا ۲۰۰۷ تولید شده‌است.
این خودرو در کلاس خودرو شهری قرار گرفته، است.